# Limnephilus decipiens
Limnephilus decipiens là một loài Trichoptera trong họ Limnephilidae. Chúng phân bố ở miền Cổ bắc.